# Nadja Michael
 (septembre 2024).
Nadja Michael (née en 1969) est une chanteuse d'opéra allemande qui a une carrière internationale active en tant qu'interpréte de rôles principaux de soprano. Son arrière-grand-tante du côté de sa mère était la soprano Erna Sack.

## Jeunesse et éducation
Nadja Michael est née près de Leipzig à Wurzen, alors en Allemagne de l'Est. Durant son enfance, elle se plaît à chanter des chansons folkloriques allemandes avec sa famille, avec sa mère au piano. Sa grand-mère et son père ont tous deux purgé une peine de prison pour des raisons politiques. Finalement, elle s'enfuit en Allemagne de l'Ouest où elle étudie la musique à Stuttgart. Plus tard, elle fréquente la Jacobs School of Music ( Indiana University ) aux États-Unis.

## Carrière à l'opéra
Elle commence sa carrière comme mezzo-soprano mais devient soprano en avril 2005. Nadja Michael se produit à La Scala ( Salomé, 2007), au Royal Opera House, à Covent Garden (Salomé, 2008), à l'Opéra d'État de Vienne (Fidelio), aux Arènes de Vérone, à Glyndebourne, à Salzbourg, à Munich (Macbeth et Médée à Corinthe), à Bruxelles (Médée, 2008), à Chicago (Macbeth, 2010), à Berlin (Wozzeck, sous la direction de Daniel Barenboim, 2011) et à l'Opéra de San Francisco (Salomé, 2009 et L'Affaire Makropoulos, 2016).
En 2012, Michael fait ses débuts au Metropolitan Opera, dans le rôle de Lady Macbeth, aux côtés de Thomas Hampson et Dimitri Pittas. En 2015, elle revient dans la compagnie dans le rôle de Judith dans Le Château de Barbe-Bleue de Béla Bartók.
En 2018, la soprano apparaît dans Macbeth pour Europa Galente.

## Vie personnelle
Elle vit à Berlin et a fondé une association caritative, Stimme fur die Menschlichkeit (Voix pour l'humanité).

## Vidéographie
- Bizet : Carmen ( Teatro di San Carlo, Naples ; Amsellem, Larin, G. Baker ; Oren, Corsicato, 2001) [live] Planeta de Agostini
- Verdi : Don Carlos [comme Princesse Eboli ] (Opéra national de Vienne, Vienne ; Tamar, Vargas, Skovhus, Miles ; de Billy, Konwitschny, 2003) [live] TDK
- Puccini : Tosca ( Bregenzer Festspiele ; Todorovich, Saks ; Schirmer, Breisach, 2007) [live] Naxos
- Strauss : Salomé (La Scala ; Vermillion, Bronder, Struckmann ; Harding, Bondy, 2007) [live] TDK
- Strauss : Salomé (Royal Opera House ; T. Moser, Volle ; P. Jordan, McVicar, 2008) [live] Opus Arte
- Mayr : Médée à Corinthe ( Opéra d'État de Bavière ; Vargas, Miles ; Bolton, Neuenfels, 2010) [live] Arthaus
- Cherubini : Médée ( La Monnaie, Bruxelles ; van Kerckhove, Stotijn, Streit, Le Texier ; Rousset, Warlikowski, 2011) Bel Air Classiques